# رشاد فتال
رشاد فتال (انگلیسی: Rachad Fettal؛ زادهٔ ۱۶ ژانویهٔ ۲۰۰۵) بازیکن فوتبال است که در حال حاضر برای رئال مادرید کاستیا در پست مهاجم بازی می‌کند.
وی همچنین در تیم‌های ملی فوتبال زیر ۱۸ سال و زیر ۲۰ سال مراکش بازی کرده است.

## دوران باشگاهی

### آلمریا
رشاد که در تره-پاچکو، منطقه مورسیا به دنیا آمد، در سال ۲۰۲۰ پس از بازی برای باشگاه فوتبال یوکام مورسیا و مدرسه فوتبال تره-پاچکو، به بخش جوانان باشگاه فوتبال آلمریا پیوست. او نخستین بازی بزرگسالان خود را با تیم ذخیره آلمریا در سن ۱۶ سالگی و در تاریخ ۳۱ اکتبر ۲۰۲۱ انجام داد و به عنوان یک بازیکن تعویضی دیرهنگام وارد زمین شد تا در پیروزی خانگی ۱–۰ برابر باشگاه فوتبال اوتر وگا در ترسرا دیویسیون RFEF به میدان برود.
در ۳۰ آوریل ۲۰۲۲، رشاد یک قرارداد سه‌ساله با «سرخ‌وسفیدها» امضا کرد که گزینه تمدید برای دو سال دیگر را نیز داشت. او در فصل ۲۳–۲۰۲۲ به طور منظم در ترکیب تیم «خوابگاه جوانان» بازی می‌کرد و به تیم کمک کرد تا به فینال کوپا دل ری جوانان برسد و با پنج گل زده به عنوان بهترین گلزن مسابقات انتخاب شود، هرچند تیمش در فینال به رئال مادرید باخت.
او برای کمپین ۲۴–۲۰۲۳ به طور قطعی به تیم بی ارتقا یافت و در ۱ اکتبر ۲۰۲۳، نخستین گل بزرگسالی خود را به ثمر رساند و گل تساوی را در شکست خانگی ۴–۱ برابر باشگاه فوتبال خونتود د تورمولینوس زد. او نخستین بازی خود در تیم اصلی – و لالیگا – را در ۳ دسامبر انجام داد و به جای لارگی رامازانی در تساوی خانگی بدون گل برابر باشگاه فوتبال رئال بتیس به میدان رفت.
پیش از سگوندا دیویسیون ۲۰۲۵–۲۰۲۴، رشاد به طور دائمی به تیم اصلی پیوست و نخستین گل حرفه‌ای خود را در ۲۲ سپتامبر ۲۰۲۴ به ثمر رساند و گل تساوی را در تساوی خانگی ۲–۲ برابر باشگاه فوتبال ایبار زد. با این حال، در ژانویه ۲۰۲۵، او دچار آسیب‌دیدگی زانو شد و به مدت سه ماه از میادین دور ماند.

### رئال مادرید
در ۱۱ ژوئیه ۲۰۲۵، آلمریا انتقال رشاد به رئال مادرید را اعلام کرد. او با قراردادی سه‌ساله به این باشگاه پیوست و در ابتدا به باشگاه فوتبال رئال مادرید کاستیا در پریمرا فدراسیون ملحق شد.

## دوران ملی
رشاد که در اسپانیا به دنیا آمده، اصالت مراکشی دارد. او در ژانویه و آوریل ۲۰۲۳ به تیم ملی فوتبال زیر ۱۸ سال اسپانیا دعوت شد و در سه بازی دو گل به ثمر رساند.
در ۳۰ اوت ۲۰۲۳، رشاد به اردوی تمرینی تیم ملی فوتبال زیر ۱۹ سال اسپانیا دعوت شد اما روز بعد تصمیم گرفت مراکش را نمایندگی کند پس از آنکه از تیم ملی فوتبال زیر ۲۰ سال مراکش دعوت شد. او بخشی از ترکیب تیم زیر ۲۰ سال مراکش در تورنوآی یواف آف زیر ۲۰ سال بود.